# 神奇蜘蛛人 (動畫)
《神奇蜘蛛人》（英語：The Spectacular Spider-Man）是一部美國超級英雄動畫劇集，故事改編自漫威漫畫角色蜘蛛人，由格雷格·韋斯曼和維克多·庫克聯合開發。

## 角色

### 主要角色
- 喬許·基頓（英语：Josh Keaton）聲演彼得·帕克／蜘蛛人
- 萊西·察伯特聲演關·史黛西
- 詹姆斯·阿諾·泰勒（英语：James Arnold Taylor）聲演哈利·奧斯朋、弗雷德里克·福斯韋爾／眼罩（英语：Frederick Foswell）
- 達蘭·諾里斯（英语：Daran Norris）聲演J·喬納·詹姆森、約翰·詹姆森（英语：John Jameson (character)）
- 凡妮莎・馬歇爾（英语：Vanessa Marshall）聲演瑪莉·珍·華生
- 約書亞·利巴（英语：Joshua LeBar）聲演閃電·湯普森
- 阿萊娜·尤波奇聲演麗茲·艾倫（英语：Liz Allan）
- 克蘭西·布朗聲演喬治·史黛西（英语：George Stacy）、亞歷克斯·奧亨／犀牛人
- 艾倫·雷澤斯（英语：Alan Rachins）聲演諾曼·奧斯朋

### 常設角色
- 湯姆·艾德克斯-赫爾南德斯（英语：Thom Adcox-Hernandez）聲演菲尼亞斯·梅森／修補匠（英语：Tinkerer (Marvel Comics)）
- 愛德華·阿斯納聲演班·帕克
- 迪·布萊德利·貝克聲演柯提斯·康納斯博士／蜥蜴人
- 艾琳·貝達爾德（英语：Irene Bedard）聲演琴·德沃爾夫（英语：Jean DeWolff）
- 傑夫·班奈特聲演蒙大拿（英语：Montana (character)）／震動人、聖約翰·德弗羅（St. John Devereaux）、伯納德·豪斯曼（Bernard Houseman）
- 山德·貝克利聲演昆汀·貝克／神秘法師
- 史蒂夫·布倫（英语：Steve Blum）聲演綠惡魔、變色龍、布萊基·加克斯頓（Blackie Gaxton）、迪爾伯特·特里比（Dillbert Trilby）、西摩·奧萊利（Seymour O'Reilly）
- 安吉拉·布萊恩特（英语：Angela Bryant）聲演卡呂普索（英语：Calypso (comics)）
- 馬克斯·伯克霍爾德（英语：Max Burkholder）聲演比利·康納斯（英语：Billy Connors (character)）
- 羅伯特·科斯坦卓（英语：Robert Costanzo）聲演蘇利文·愛華德斯（Sullivan Edwards）
- 妮基·考克斯（英语：Nikki Cox）聲演薩布·曼弗雷迪／銀貂
- 金·卡明思（英语：Jim Cummings）聲演夜盜（英语：Burglar (comics)）（第一季）、「粉碎者」霍根（英语：Crusher Hogan）
- 凱斯·大衛聲演大人物（英语：Big Man (comics)）
- 格蕾·德萊爾聲演貝蒂·布蘭特（英语：Betty Brant）、莎莉·艾薇兒（英语：Bluebird (Marvel Comics)）
- 約翰·迪·馬吉歐聲演佛林特·馬可／沙人、鎚頭（英语：Hammerhead (comics)）
- 班傑明·迪斯金（英语：Benjamin Diskin）聲演艾迪·布洛克／猛毒
- 查爾斯·達克沃斯（Charles Duckworth）聲演霍比·布朗（英语：Prowler (comics)）
- 羅伯特·英格蘭聲演亞德里安·圖姆斯／禿鷹
- 比爾·法格巴克聲演莫里斯·本奇
- 米格爾·菲爾（英语：Miguel Ferrer）聲演西爾維奧·曼弗雷迪／西爾維曼（英语：Silvermane）
- 克里斯賓·弗里曼聲演馬克斯·狄倫／電光人
- 艾莉莎·嘉布蕾莉（英语：Elisa Gabrielli）聲演艾許莉·卡夫卡（英语：Ashley Kafka）
- 布萊恩·喬治（英语：Brian George）聲演亞倫·華倫（英语：Raymond Warren (comics)）、邁爾斯·華倫（英语：Jackal (Marvel Comics)）
- 杜利安·哈伍德（英语：Dorian Harewood）聲演布羅姆威爾博士（Dr. Bromwell）
- 翠西亞·海爾弗聲演費莉西亞·哈迪／黑貓
- 胡凱莉聲演莎珊·阮（Sha Shan Nguyen）
- 安德魯·基希諾（英语：Andrew Kishino）聲演肯尼·剛（英语：Kenny McFarlane）、奈德·李（英语：Ned Leeds）
- 克萊德·草津（英语：Clyde Kusatsu）聲演泰德·特瓦基（Ted Twaki）
- 菲爾·拉馬爾聲演羅比·羅伯遜（英语：Robbie Robertson (comics)）、蘭特·羅伯遜（英语：Randy Robertson）、花俏丹（英语：Fancy Dan）／跳飛人（英语：Ricochet (comics)）
- 史丹·李聲演史丹（Stan）
- 艾瑞克·羅培茲（英语：Eric Lopez (voice actor)）聲演馬克·艾倫／熔火人（英语：Molten Man）
- 珍·林奇聲演瓊安·詹姆森（Joan Jameson）
- 彼得·邁克尼科爾聲演奧托·奧克塔維斯博士／八爪博士／計劃大師
- 詹姆斯·瑞馬聲演沃特·哈迪（英语：Walter Hardy）／夜盜（英语：Burglar (comics)）（第二季）
- 凱文·麥可·理查森聲演L·湯普森·林肯／墓碑（英语：Tombstone (comics)）／大人物（英语：Big Man (comics)）、戴維斯校長（Principal Davis）
- 凱絲·蘇西（英语：Kath Soucie）聲演瑪莎·康納斯博士（英语：Martha Connors）、安娜·華生（英语：Anna Watson (comics)）
- 黛博拉·斯特朗（Deborah Strang）聲演梅·帕克
- 克莉·桑默（英语：Cree Summer）聲演格洛麗·格蘭特（英语：Glory Grant）
- 丹尼·崔喬聲演蠻牛（英语：Ox (comics)）
- 寇特尼·B·凡斯聲演羅德里克·金斯利（英语：Roderick Kingsley）
- 艾瑞克·威斯比（Eric Vesbit）聲演 謝爾蓋·克拉維諾夫／獵人克拉文
- B·J·沃德（英语：B. J. Ward (actress)）聲演沃特斯市長（Mayor Waters）
- 格雷格·韋斯曼（英语：Greg Weisman）聲演唐納德·孟肯（英语：Donald Menken）
- 湯瑪斯·F·威爾遜聲演史丹·卡特（英语：Sin-Eater (comics)）

## 外部連結
- 互联网电影数据库（IMDb）上《神奇蜘蛛人》的资料（英文）